# Muza z zaścianka

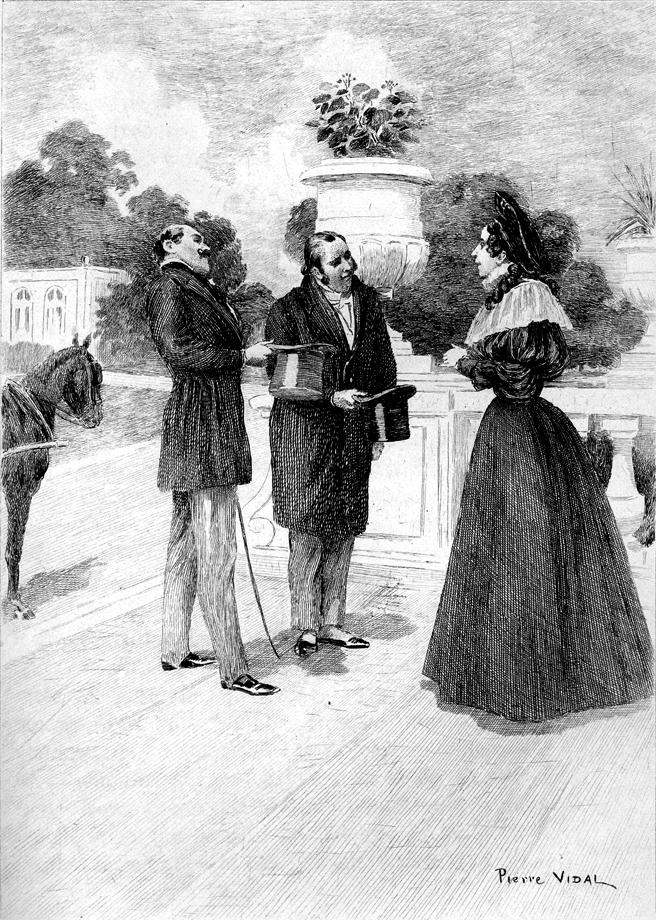
Muza z zaścianka

Muza z zaścianka (oryg. fr. La Muse du département) – powieść Honoriusza Balzaka z cyklu Komedia ludzka, opublikowana w 1837 roku. Stanowi część Scen z życia prywatnego. Inspiracją dla jej napisania była postać George Sand.

## Treść
W prowincjonalnym Sancerre Jean de la Baudraye, dawny spekulant, poślubia w celu zdobycia prestiżu i wpływów ambitną i utalentowaną Dinę Piédefer. Piękna i uzdolniona literacko kobieta źle czuje się jednak na konserwatywnej prowincji, choć jest tam niekwestionowaną królową salonów, zwaną Safo. Nawiązuje zatem romans z przebywającym przejazdem w Sancerre dziennikarzem paryskim Stefanem Lousteau, który zaleca się do niej dla własnej satysfakcji. Porzucona, podejmuje ryzykowną decyzję o samotnej ucieczce do stolicy, gdzie chce spotkać się ze Stefanem, kontynuować ich romans i zarazem zyskać literacką sławę.
Wyjazd do Paryża okazuje się jednak zupełną klęską: romantyzm związku z Lousteau (nigdy zresztą nie opartego na głębokim uczuciu) znika w atmosferze materialistycznej stolicy, zdolności literackie nie zyskują oczekiwanego poklasku, zaś brak paryskich manier dyskwalifikuje panią de la Baudraye na salonach. Załamana duchowo i finansowo kobieta powraca do męża.

## Cechy utworu
Muza z zaścianka, obok Honoryny, stanowi studium psychologii kobiety obdarzonej szczególnymi talentami, której społeczeństwo monarchii lipcowej i jego konwenanse nie pozwalają na rozwinięcie skrzydeł. W odróżnieniu jednak od panny des Touches, Dina de la Baudraye nie jest w stanie połączyć zdolności artystycznych ze szlachetnością obyczajową, nie stara się przeciwstawić się regułom wielkiego świata, lecz zaadaptować się do nich i równocześnie realizować się. Choć Dina ma pewne cechy "wielkiego człowieka z prowincji w Paryżu", robiącego za wszelką cenę karierę (Dina nie odrzuca małżeństwa dla pieniędzy i pragnie sławy), w drugiej części utworu okazuje się być jednym z tych niewielu bohaterów Komedii ludzkiej, których aktywność jest całkowicie spontaniczna, zaś pragnenie sławy i wpływów wynika raczej z wielkiej osobistej energii niż z czysto materialistycznej motywacji.
Konkluzje Balzaka zawarte w dziele były wybitnie pesymistyczne - historia niewątpliwie utalentowanej Diny, piszącej książki dla Lousteau, zwłaszcza w zestawieniu z dziejami Felicyty des Touches, staje się kolejnym dowodem na beznadziejną sytuację kobiet w społeczeństwie współczesnym autorowi, ich zamknięcie w wyznaczonych konwenansem granicach i faktyczne wytyczenie drogi życiowej wbrew ich woli. Klęska Diny ma jednak szerszy wymiar - jest nie tylko klęską kobiety, ale i - podobnie jak w wypadku Lucjana, bohatera Straconych złudzeń - porażką człowieka szlachetnego, pragnącego kierować się innymi wartościami niż ślepa pogoń za pieniądzem. Autor podkreśla również uderzający kontrast między Paryżem a prowincją, podobnie jak w Piotrusi i Gabinecie starożytności przedstawiając charakter życia społecznego poza stolicą.